# Sensazione stupenda
Sensazione stupenda è il secondo album in studio del cantautore italiano Tommaso Paradiso, pubblicato il 6 ottobre 2023 dalla Island Records.

## Descrizione
Il disco si compone di tredici tracce, scritte e composte da Paradiso con la produzione di Matteo Cantaluppi. Il cantautore ha raccontato che rispetto al precedente progetto Space Cowboy, il cui intento era di «sconfiggere il dolore e la solitudine della pandemia», le nuove tracce esprimono una «sfera più entusiasta». In un comunicato stampa, Paradiso ha spiegato il significato del progetto:
In un'intervista rilasciata a Vanity Fair, Paradiso ha spiegato l'artwork della copertina dell'album:

## Accoglienza
| Recensione | Giudizio |
| ---------- | -------- |
| Newsic     | 6/10     |
| Ondarock   | 5,5/10   |
| Rockol     | 6,5/10   |

Francesco Lo Torto di Vanity Fair definisce il progetto «senza sorprese» poiché «è esattamente il disco che ci si attendeva da lui; [...] lascia un po' d'amaro in bocca a chi si aspettava qualche novità, una evoluzione». Il giornalista definisce i brani «orecchiabili e bevibili» anche se «manca il guizzo in più e forse un pizzico di tormento», trovandoli «un compendio di tutto ciò che è la poetica dell’artista romano, ma nel modo più scontato del termine». Tuttavia Lo Torto rimane piacevolmente colpito dalle due tracce finali, scrivendo che Figlio del mare sia «il pezzo più poetico e tormentato dell'album, con l'arrangiamento che esplode in un momento di emozione» e L'ultimo valzer, un brano strumentale definito una «sorpresa inaspettata».
Elena Palmieri di Rockol scrive che si tratta di «un lavoro che non tradisce la sua dimensione» ma «senza sorprese» rispetto alla carriera discografica precedente, poiché attraverso i brani «trasmettere liberamente quello che sente e che prova, e senza colpi di scena» dando «un'impostazione ancora più netta» della personalità artistica di Paradiso. Dal punto di vista sonoro il progetto si imposta su «chitarre accattivanti, tastiere, synth e una ritmica sostenuta» con riferimenti alla musica anni ottanta e novanta.

### Riconoscimenti di fine anno
- 28º — Rolling Stone Italia[13]

## Tracce
Testi e musiche di Tommaso Paradiso e Matteo Cantaluppi.
1. Sensazione stupenda – 4:22
2. Blu ghiaccio travolgente – 3:53
3. Via – 3:14
4. Trieste – 4:00
5. Interlude – 1:09
6. Viaggio intorno al sole – 3:17
7. Lyn – 3:24
8. La canzone di andrea – 3:54
9. Amore indiano (con i Baustelle) – 3:30 (testo: Tommaso Paradiso, Francesco Bianconi – musica: Matteo Cantaluppi)
10. Per sempre ragazzi – 3:33
11. Quando si alza il vento – 4:12
12. Figlio del mare – 4:42
13. L'ultimo valzer – 3:00

## Classifiche
| Classifica (2023) | Posizione massima |
| ----------------- | ----------------- |
| Italia            | 7                 |